# Anne Sophie Keckeis
Anne Sophie Keckeis (* 9. April 1994 in Lahnstein (Rheinland-Pfalz)) ist eine österreichische Cellistin und Dramaturgin alternativer Konzertformate.

## Leben und Wirken
Die Cellistin Anne Sophie Keckeis bekam schon ab ihrem neunten Lebensjahr Cellounterricht in der Landesmusikschule Mondsee und studierte  an der Universität Mozarteum Salzburg  bei Heidi Litschauer und Giovanni Gnocchi sowie an der HMDK Stuttgart bei Conradin Brodbeck, wo sie 2022 ihr Masterstudium mit Auszeichnung absolvierte.
Sie legt großen Wert auf Kammermusik und spielt regelmäßig in verschiedenen Formationen, allem voran mit dem „accio piano trio“  Ein Kammermusikstudium bei Martin Funda und  Florian Wiek in Stuttgart absolvierte das Trio 2023 mit Auszeichnung.
Mit dem „accio piano trio“  führten die Cellistin diverse Konzertreisen nicht nur durch Österreich, sondern auch durch Europa, die Türkei (Istanbul, Mersin Festival), nach Malta, Georgien und China (Shenzhen Concert Hall). IDas Ensemble ist 2024 „featured artist“ im Rahmen von „Mozarts Welt“ bei der Internationalen Stiftung Mozarteum Salzburg, wo es 2021 im Rahmen eines Konzertes mit Rolando Villazon debütierte. Darüber hinaus wurde das accio piano trio für den Zeitraum 2025/26 als einer von fünf Bewerbern der Klassik-Sparte in das Förderprogramm The New Austrian Sound of Music (NASOM) des österreichischen Außenministeriums (BMEIA) aufgenommen.
Von 2019 bis 2022 war Anne Sophie Keckeis Akademistin bei den Münchner Philharmonikern, sie ist Alumna der Mahler Academy in Bozen, der Zermatt Festival Academy und der Moritzburg Festival Academy. Als regelmäßige Substitutin spielt sie u. a. bei den Münchner Philharmonikern, dem Münchner Rundfunkorchester, im ensemble reflektor, dem Orchester im Treppenhaus und bei den Symphonikern Hamburg.
Als Mitbegründerin des HIDALGO Kollektivs setzt Anne Sophie Keckeis einen Schwerpunkt ihres Schaffens auf interdisziplinäre Zusammenarbeit und alternative Konzertformate. Seit 2024 übernimmt sie dort gemeinsam mit Gregor A.Mayrhofer die künstlerische Leitung des  Hidalgo Festivals.
In der Saison 2022/2023 stand sie als Performerin in „LA FEMME“ am Theater Erfurt auf der Bühne, weitere Auftritte führten sie u. a. zum Heidelberger Frühling und zum PODIUM Festival Esslingen.

## Auszeichnungen
- 2015: Musica Iuventutis Preisträgerin (mit dem accio piano trio)
- 2017: Musica Iuventutis Preisträgerin (mit dem accio piano trio)
- 2022: 2. Preis beim 9th International Johannes Brahms Chamber Music Competition in Gdánsk/Polen (mit dem accio piano trio)
- 2023: 1. Preis beim Carl-Wendling Wettbewerb in Stuttgart (mit dem accio piano trio) 2024 3. Preis beim 30. Internationalen Johannes Brahms Wettbewerb in Pörtschach (mit dem accio piano trio)
- 2002–2011: diverse 1. und 2. Preise beim österreichischen Bewerb Prima la musica auf Landes- wie auf Bundesebene als Solo-Cellistin sowie im Bereich Kammermusik